# Johann Mercker
Johann Mercker, auch Johannes Märker, (*  Dezember 1659 in Essen; † 1728 in Hattingen) war ein deutscher evangelischer Geistlicher. Als Pietist entfachte er einen Streit in Essen, der in ganz Deutschland Beachtung fand.

## Leben und Wirken
Johann Mercker war der Sohn von Johann Anton Mercker († 5. Februar 1691), dem ersten evangelischen Pfarrer in Essen, der offiziell amtieren konnte. Er immatrikulierte sich am 22. April 1682 an der Universität Gießen. Sein Großvater Hermann Mercker war ebenfalls Pfarrer. Zwei Jahre später, mit 25 Jahren, wurde er Rektor der lutherischen Lateinschule und dritter Prediger in Essen. Am 31. Oktober 1687 wurde Mercker als Pfarrer in Mülheim am Rhein eingeführt. Nach dem Tod seines Vaters wurde er am Sonntag nach Trinitatis, am 1. Juli 1691, dessen Nachfolger als Pfarrer in Essen.
Mercker vertrat das Programm des radikalen Pietismus. Er lehnte die Autorität der Theologen ab und trat dafür ein, dass gemäß dem Priestertum aller Gläubigen jeder Christ predigen, Sünden vergeben und Sakramente spenden könne. Sein Versuch, gegenüber dem Essener Magistrat dieses Programm, verbunden mit strenger Kirchenzucht durchzusetzen, führte 1700 zum Merkerschen Streit, der innerhalb kirchlicher Kreise reichsweites Aufsehen erregte. Trotz verschiedener Gutachten, u. a. von Philipp Jakob Spener und der Universität Halle, lenkte Mercker nicht ein, sondern exkommunizierte im Juli 1702 den Magistrat. Dem langjährigen Essener Bürgermeister Heinrich Leimgardt verweigerte er die Leichenpredigt. Am 18. Januar 1703 wurde Mercker suspendiert, zunächst für vier Wochen. Ein Verbot der Konventikel im März 1703 führte aber zu enormen Unruhen in Essen, weil Merckers Anhänger sich für ihn einsetzten. Im Mai 1703 setzte der Magistrat Mercker ab. König Friedrich I. schaltete sich in die Auseinandersetzung ein und beauftragte den Geheimen Rat des Herzogtums Kleve mit der Verfolgung des Falles. Erst nach weiteren juristischen Gutachten mehrerer Universitäten wurde die Entlassung im Mai 1705 endgültig bestätigt. Mercker wurde mit einem Vergleich abgefunden.
Mercker ließ 1706 die Akten des Streitfalls in einem voluminösen Band drucken. Im August 1713 wurde er als Vikar in Hattingen eingeführt.